# 미야자키 은행
미야자키 은행(宮崎銀行 미야자키긴코[*])은 일본의 지방은행이다. 미야자키현을 주된 영업 지역으로 하고 있다.